# 龙潭水库 (诏安)
龙潭水库，位于中华人民共和国福建省诏安县中部，是东溪干流上的一座以防洪、发电为主的中型水库。水库工程于2001年4月开工，2004年3月完工，2017年11月通过竣工验收。水库总库容5360万立方米，控制流域面积722平方千米。水库大坝为碾压混凝土重力坝，坝顶高程42.50米，长239.5米，宽5米，最大坝高47米。坝后式水电站装机容量2×6300千瓦。